# Roll Roll and Flee
Roll Roll and Flee is het tweede soloalbum van de zanger van Millencolin Nikola Šarčević. Het is op 23 oktober 2006 uitgegeven door Burning Heart Records, de platenmaatschappij die ook bijna alle albums van Millencolin heeft uitgebracht.

## Nummers
1. "From Where I'm Standing" - 2:52
2. "Soul For Sale" - 3:00
3. "Let Me In" - 3:32
4. "Love Is Trouble" - 3:00
5. "Tybble Skyline" - 2:32
6. "Roll Roll And Flee" - 3:40
7. "The Law Of John T." - 2:36
8. "Horse Bay Blues" - 3:24
9. "Thin Air" - 3:18
10. "Married" - 3:28
11. "Don't Kill The Flame" - 2:41